# 皮圖菲克太空基地
皮圖菲克太空基地（英語：Pituffik Space Base），原名图勒空军基地（英語：Thule Air Base），是位于格陵兰西北部的一座美国太空军基地，也是美国最北的军事基地。皮圖菲克太空基地目前驻有第12太空预警中队，於2023年4月6日改名。

## 概述
皮圖菲克太空基地位於格陵蘭島西岸、北極圈以北750英里（1,210）處，是美軍最北端的佈署。皮圖菲克的北極環境包括北星灣的冰山、極地冰蓋、和伍爾斯滕霍姆峽灣（Wolstenholme Fjord）。
皮圖菲克太空基地是第十二太空預警中隊全球網路感測器的家，設有油庫、AN/FPS-50雷达4部、AN/FPS-49型跟踪雷达1部以及鋪路爪長程預警雷達（PAVE PAWS），可以提供北美空防司令部（NORAD）和美国空军太空司令部（AFSPC）導彈預警、太空監視和掌控。

## F-35進駐
北美防空司令部在2023年1月30日宣布，美國與加拿大航空兵力自1月中起，已飛抵位於極圈的多處基地，投入代號「高貴防衛者」（Noble Defender）的動態兵力部署行動。同時美軍F-35A戰機也首次飛抵格陵蘭執行前進部署，藉此守護北極空域，確保美加安全，該部屬使皮圖菲克從雷達站進化成進攻型基地。

## 歷史

### 二戰
- 1968年圖勒空軍基地B-52墜毀事件中，美國曾在格陵蘭遺落4枚氫彈，丹麥政府為此要美國自行清理並負責清理費用，但是其中1枚至今仍下落不明。[6][7]
- 美軍曾在此設下地下基地[8][9]。

## 地理
皮圖菲克太空基地是一個為於格陵蘭島北部阿万纳塔市镇的美國無建制領地飛地。2005年1月1日，基地的常住人口為235人。

## 交通

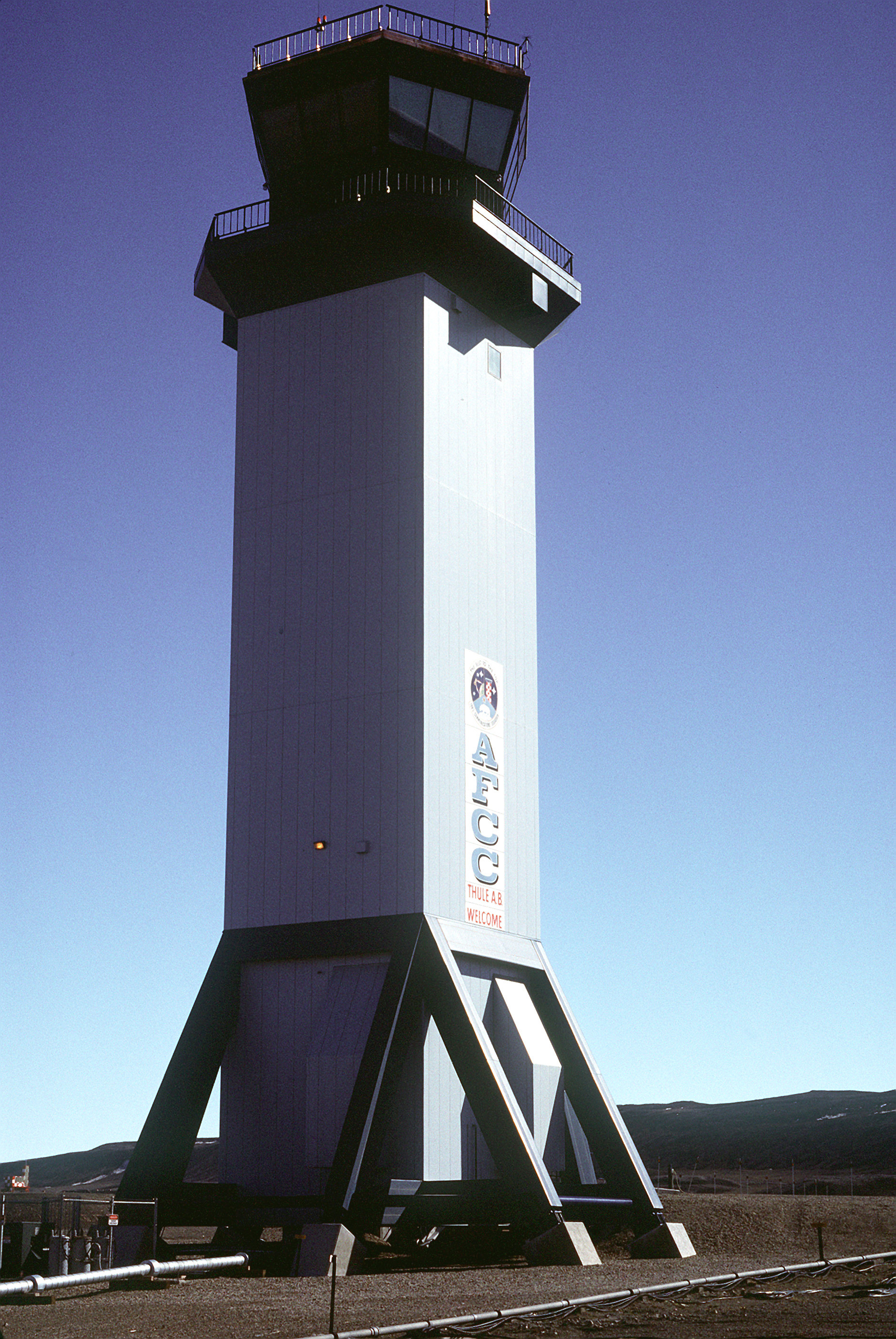
塔台

格陵兰航空有到皮圖菲克太空基地的航线。
| 航空公司   | 目的地                                                             |
| ---------- | ------------------------------------------------------------------ |
| 格陵蘭航空 | 卡納克 直升機: 莫里烏薩克, Savissivik 包機: 哥本哈根, 康埃盧蘇阿克 |